# Cacilhas
Cacilhas era una freguesia portuguesa del municipio de Almada, distrito de Setúbal.

## Historia
Fue suprimida el 28 de enero  de 2013, en aplicación de una resolución de la Asamblea de la República portuguesa promulgada el 16 de enero de 2013 al unirse con las freguesias de Almada, Cova da Piedade y Pragal, formando la nueva freguesia de Almada, Cova da Piedade, Pragal e Cacilhas.

## Economía
De Cacilhas parten los barcos que, cruzando el río Tajo, unen Almada con Lisboa; barcos que por eso son conocidos popularmente como cacilheiros. Por esa misma razón, Cacilhas es un importante nudo e intercambiador de transportes del área metropolitana de Lisboa al sur del río.

## Patrimonio
En el patrimonio histórico-artístico de la antigua freguesia destacan los restos de la factoría romana de salazón y la estación arqueológica de la Quinta do Almaraz.